# پراو

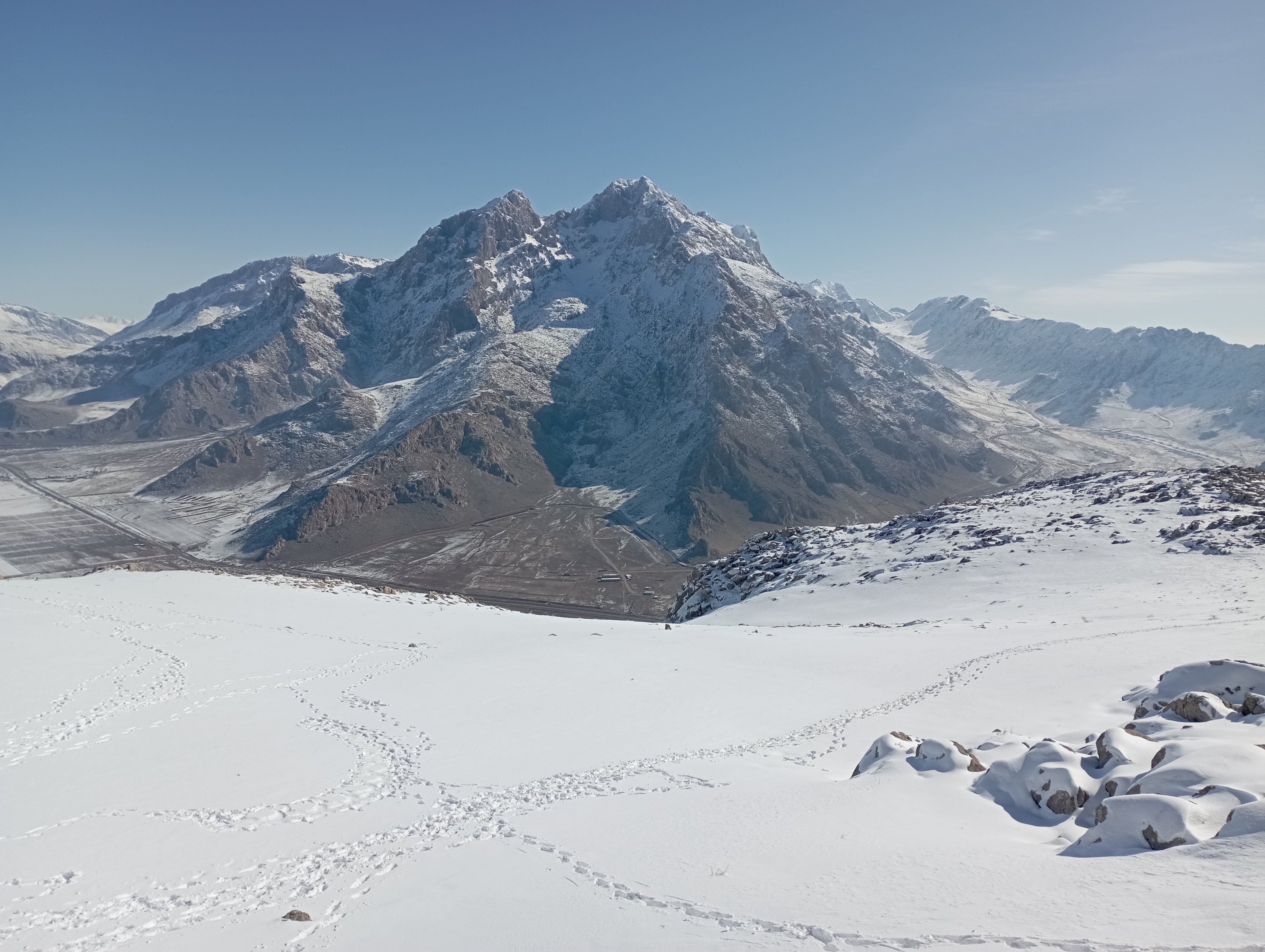

پراو (به کردی: په‌ڕاو) رشته‌کوهی امتداد یافته از شمال غرب تا شمال شرق شهر کرمانشاه، با طول تقریبی ۸۰ کیلومتر و وسعت تقریبی حدود ۹۸۰ کیلومتر مربع و بخشی از رشته‌کوه زاگرس در غرب ایران می‌باشد. رشته کوه پراو از سمت شمال غربی به رشته کوه شاهو متصل است و از سمت جنوب شرقی، رودخانه معروف گاماسیاب آن را از رشته کوه گرین جدا می‌کند و دهستان پایروند و میان دربند در جنوب غربی و دهستان‌های دینور و بیلوار در شمال شرقی این کوهستان واقع شده‌اند. قله پرآو با ارتفاع ۳۴۱۵ متر از سطح دریا بلندترین قله این کوهستان (و بلندترین قله استان کرمانشاه) و یکی از ۱۵۱۵ قله بسیار برجسته جهان به‌شمار می‌رود که در شمال شرقی شهر کرمانشاه واقع شده‌است. چهار غار قیژه‌لان با ۷۶۵ متر، جوه‌جار با ۱۲۷۰ متر، پراو با ۷۵۲ متر و قلا با ۵۶۲ متر در کوهستان پرآو واقع شده‌اند که عمیق‌ترین غارها و چاه‌غارها در جغرافیای ایران به شمار می‌آیند.

## ویژگی‌های زمین‌شناسی و جغرافیایی
مورفولوژی کوهستان پَرآو، تحت تأثير زمين شناسی ساختمانی و عملکرد گسلها است. صفحات رانده شده متعدد، سبب شکل گيری ارتفاعات پرآو و ديواره ها قائم موجود در آن و ساير بلندای ناحيه شده است.همچنین اشکال کارستی در این رشته کوه نیز تحت تأثيرعملکرد اين گسلها مي باشند. رشته کوه پرآو در کمربند کوهزايی زاگرس قرار دارد. اين کمربند کوهزایی قسمتی از کوهزاد تتيس را شامل می شود که بين اوراسيا و قسمتها مختلف گندوانا اتفاق افتاده است.زیر پهنه ی آهکی پرآو در شمال شرقی زيرپهنه راديولاريتی قراردارد که در گذشته به نام سکو قاره کربناته داخلی ناميده شده است.اين زيرپهنه با لایه های آهکی ضخيم که قدمت ان به تریاس پسین یا کرتاسه پسین می رسد مشخص می شود
رشته کوه پرآو یکی از عمیق‌ترین لایه‌های لایم استون کره زمین است. و به سبب فشارهای ناشی از کوه‌زایی آلپی شکاف‌های بسیاری پیدا کرده‌است به همین علت عمیق‌ترین غارهای ایران مانند غارهای پراو، جوجار، قیژلان و چاه غار قلا در این رشته کوه قرار دارند.

## تاریخ و تمدن
بی جی کوربین نویسنده ی کتاب هفت کوه تا آراتا  کوه پرآو را با کوه ماشو در  حماسه گیلگمش یکی دانسته است.او می نویسند در  حماسه گیلگمش (لوح نهم) از  کوه ماشو  یا کوه دو قله یاد شده است. تقریباً در ۳۵ تا ۴۰ مایلی غرب گودین تپه کوه پارائو(پرآو) قرار دارد که دارای دو قله است. با توجه به نزدیکی به آراتا و به خصوص که این کوه برای پیشینیان مقدس بوده و دارای کتیبه و مجسمه  بیستون است.  در نسخۀ بابلی حماسه گیلگمش، او موفق می  شود به کوه  های مشو صعود کند
استرابو در کتاب یازدهم خودسکونتگاه پارت ها به نام اکوس (Ancient Greek: Ὧχος) را در اطراف کوهی به نام  پراو کوه (paráú koh) دانسته است.
کوه ماسی که سبب بادگیر بودن  آنرا واسی نیز می گویندبخشی از رشته کوه پرآو است.محلات شهرک هوانیروز نوکان و ظفر در جنوب کوه ماسی قرار دارند.نام ماسی با نام رودگاماسی آب و نام دیرین شهر کرمانشاه "کرمیسین یا قرمسین" در ارتباط است.

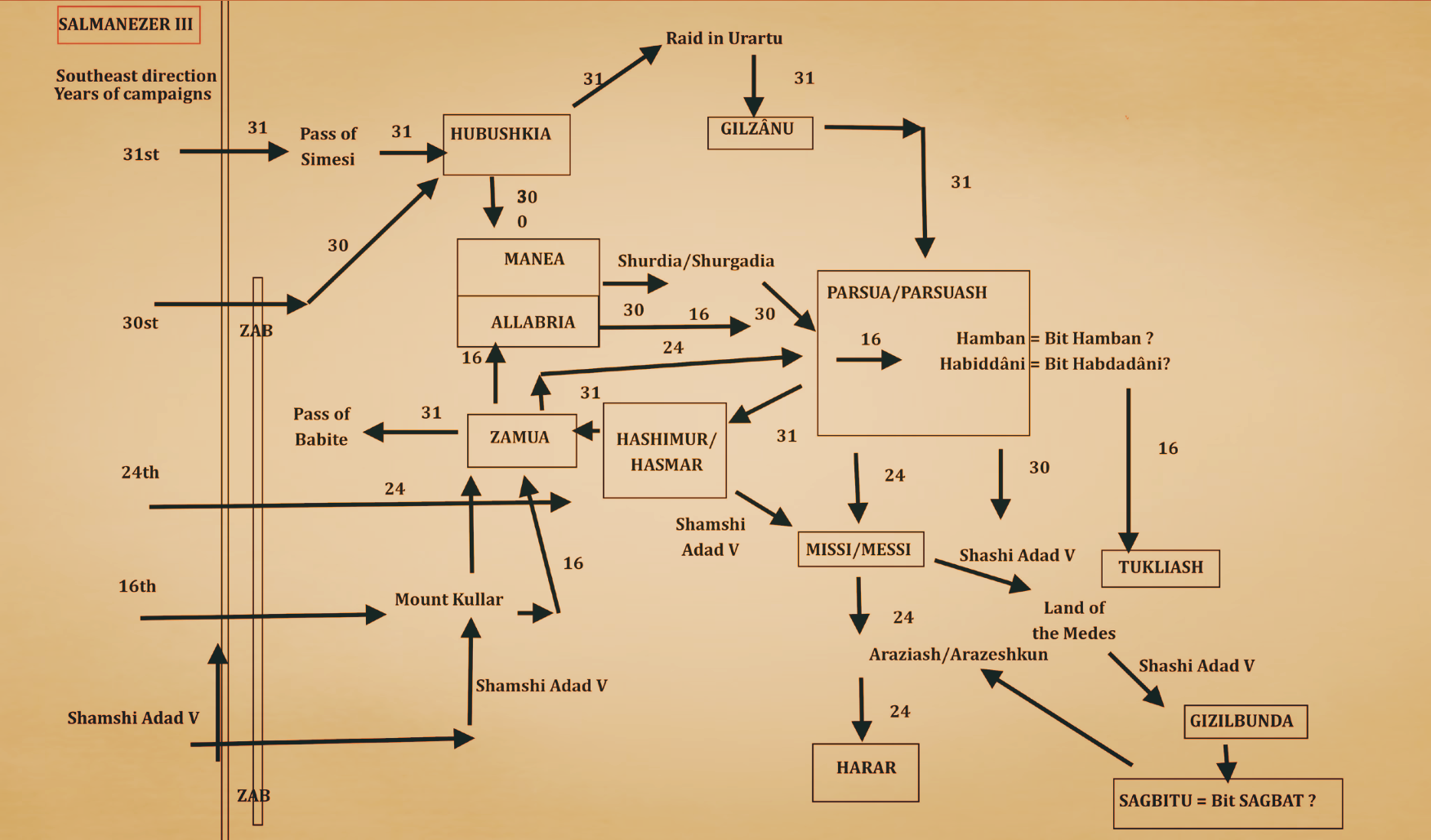
مسیر لشگرکشی شلمانسر سوم آشور و موقعیت مِسی

در لشگرکشی های شلمانسر سوم آشور مِسی نام محلی است که پس از پارسوآ و در مسیر آرازیاش قرار داشت.پارسوآ (Parsūa) یا پارسواس (Parsūaš) یا بارسوآ(َBarsua) یک قبیله مادی ساکن کردستان بوده‌اند. ژاک دوشن- گیمن، پیر لوکو، ژان کلنز، ریچارد فرای و لوئیس دی. لوین و ماریا بروسیوس پارسوآ را واقع در ماهیدشت (باستانی meishta) دانستند. نام پارسوا در کتیبه قره گونوز از دوره ایشپوئینی و منوا (۸۱۴ ق. م) و سالنامه آرگیشتی اول (۷۸۳ ق. م) ذکر شده‌است در کتیبه قره گوندوز نام پارسوآ در کنار نام مِشتا(MeŠta) آمده‌است. آرازیاش قبیله ای مادی که احتمال می‌رود در منطقه کنونی آورزمان در شرق نهاوند ساکن بودند. موقعیت مِسی در مسیر پارسوآ (ماهیدشت) به آرازیاش (آورزمان) قرار داشت.
علی رغم شباهت نامی کرمسین و کوه ماسی به نام مِسی در کتیبه های آشور یگانگی کرمسین (کرمانشاه) و مِسی سندیت و قطعیت ندارند.

## ارتفاعات پَرآو
خط الراس اصلی و مرتفع این کوهستان دارای قلل متعددی با ارتفاع بیش از ۳۰۰۰ متر است. جهت خط الراس اصلی از غرب به شرق امتداد یافته‌است و به ترتیب شامل قلل:خرامان، قته چرمی، پرآو، نماز گاه، شاودالان، سه کل، زنهان، بیستون، بان برزه و … می‌باشد، عبور از خط الراس‌های پرآو عمدتاً در بسیاری از مکانها حالت فنی دارند و عبور از بعضی از قسمت‌های آن احتیاج به طناب و ابزارگذاری دارد به‌خصوص در قلل خرامان، قته چرمی، سه کل و بیستون. در بخش غربی این رشته کوه قله‌هایی با ارتفاع نزدیک به ۳۰۰۰ متر مانند: میرزایی، رویین، یافته، نرامان، هزاره، عالیور، بلوچ، آژوان و … قرار دارند. از قلل زیر ۳هزار متر در کوهستان پراو قله‌های فرخشاد (به ارتفاع ۲۴۴۵متر)، زرده بلین و دوشاخ (دوکل) به دلیل واقع شدن در شمال شهر کرمانشاه مورد استقبال علاقه‌مندان به کوهنوردی می‌باشد. دیواره بیستون عظیم‌ترین صخرهٔ آهکی جهان است که در کوهستان پرآو (کوه بیستون) واقع گردیده‌است و با ارتفاع ۱۲۰۰ متر و وسعت بیش از ۵۰۰۰ متر مربع، در میان فنی‌ترین دیواره‌های سنگ‌نوردی جهان جای داشته و به اورست صخره‌های جهان مشهور بوده و مرتفع‌ترین دیواره ایران و پنجمین دیواره مرتفع دنیاست از سال ۲۰۱۰ میلادی فستیوال جهانی سنگ‌نوردی بیستون در این کوه برگزار می‌گردد
همچنین «کتیبه بیستون» که از آثار ثبت شده میراث جهانی یونسکو است، بعنوان بزرگترین سنگ‌نبشتهٔ جهان و نخستین متن شناخته شدهٔ ایرانی در دامنه‌های جنوبی این کوهستان قرار دارد.

## غار های پَرآو
فروچاله ها و اووالاها اشکال کارستی هستند که در نتیجه توسعه شديد كارست و به هم پيوستگی فروچاله ها متعدد پديد آمده اند. شكل گيری يک اووالا نيازمند ايجاد شرايط انحلالی وسيع و به هم پيوستگي شبکه ای از مجاری و كانالهای زيرزمينی است در نهايت پديده ريزش يا نشست در سطحی وسيع منجر به ظهور سطحی اين نوع خاص از مورفولوژی ميشود. غارهای پرآو از اشکال کارستی هستند. غار در واقع يک تونل يا راهروزي رزمينی است که به صورت افقی يا با مجرا دارا شيب ملايم توسط يک دهانه ويا بيشتربه سطح زمين ارتباط دارد. در غارها و سايرمجار کارستي لايه ها اغلب توسط گسل ويا درزه ها قطع شدهاند. طول آنها متفاوت بوده ودارای سيستم های طولانی از مجاری انحلالی هستند غار های رشته کوه های پرآو-شاهو-گرین بخشی از سیستم کارستی این بخش از زاگرس است. 
غار پرآو یکی از غارهای عمودی برتر جهان بوده و یکی از ویژگی‌های منحصر به فرد آن وجود دهانه غار در ارتفاع ۳۰۵۰ متری از سطح دریا است که این بالاترین سطح در بین تمام غارهای عمودی دنیا می‌باشد، از این رو به اورست غارهای عمودی (عمیق) جهان مشهور است. این غار با درجه سختی پیمایش D5 از دشوارترین غارهای جهان از نظر غارنوردی به‌شمار می‌رود. برخی محققان این غار را دشوارترین غار جهان به لحاظ پیمایش ذکر نموده‌اند در سال ۱۳۸۸ غار پراو توسط سازمان حفاظت محیط زیست ایران به عنوان اثر طبیعی - ملی به ثبت رسید. اولین بنیاد غارنوردان کشور انگلستان بنیاد بین‌المللی پرآو نام دارد که در سال ۱۹۷۴ توسط "David Judson" پس از بازگشت از اکتشاف پرآو نامگذاری گردیده‌است همچنین، کتابی نیز با عنوان غار پرآو Ghar Parau توسط وی در خصوص غار پرآو در سال ۱۹۷۲ در کشور بریتانیا به چاپ رسیده‌است تاکنون چندین نفر در این غار جان خود را از دست داده‌اند از این رو لقب غار قاتل به آن داده شده‌است
غار جوجار دومین غار عمیق آسیا (پس از غار boy-bulok ازبکستان) به‌شمار رفته که در کوهستان پرآو در ضلع شرقی قله پراو و ضلع شمالی قله شاودالان قرار دارد که در شهریور ۹۴ به عنوان عمیق‌ترین غار ایران شناخته شده‌است، به این ترتیب رکورد عمیق‌ترین غار ایران که در اختیار غار پراو بود پس از حدود نیم قرن شکسته شد یک اکسپدیشن بین‌المللی در مرداد ۹۵ جهت ادامه اکتشاف و ادامه پیمایش در عمق بیش از ۸۰۶ متری غار آغاز گردید در سوم شهریور ۹۵ اعلام گردید که کاشفان این غار موفق گردیده‌اند به اعماق بیش از ۱۰۰۰ متری جوجار دسترسی یابند به این ترتیب ایران به عنوان ۲۱ امین کشور جهان که دارای غاری با عمق بیش از۱۰۰۰ متر است معرفی گردید
در آخرین اکسپدیشن بین‌المللی در شهریور ماه ۱۳۹۷
که با حضور ۳۷ نفر از استان‌های مختلف و دو غارنورد از کشورهای ترکیه و لهستان برگزار شد با پشتیبانی یک تیم، غواصی در سیفون انتهایی غار صورت پذیرفت. بعد از دو نوبت غواصی و بررسی این سیفون، مشخص گردید که این سیفون، علاوه بر اینکه فاقد دید زیر آب است، عمق و طول زیادی داشته و برای گذر از آن نیاز به تجهیزات، نفرات و برنامه‌ریزی‌های بیشتری است. با توجه به خطرات بسیار غواصی در غار، سرپرست برنامه تصمیم‌گرفت که انجام عملیات غواصی بیشتر در انتهای این غار را به آینده غارنوردی کشور واگذار نماید.
در نهایت و پس از غواصی انجام شده، ضمن افزایش ۶ متر طول و ۴ متر عمق، غار جوجار، با عمق مکشوف ۱۳۲۰ متر به عنوان عمیق‌ترین غار ایران و در رتبه ۳۳ عمیق‌ترین غارهای جهان قرار گرفت.
غار قلا در انتهای فلات کوهستان پرآو و در ارتفاع ۲۸۰۰ متری از سطح دریا قرار گرفته‌است، در آخرین روز تابستان ۱۳۹۵ و پس از چند برنامه اکتشافی، و با حدود ۷۰۰متر طناب ریزی توسط تیم غارنوردی سورنا به سرپرستی یوسف سورنی نیا، عمق نهایی این چاه غار ۵۶۲ متر اعلام و بدین ترتیب غار قلا دومین چاه غار عمیق جهان به‌شمار می‌رود

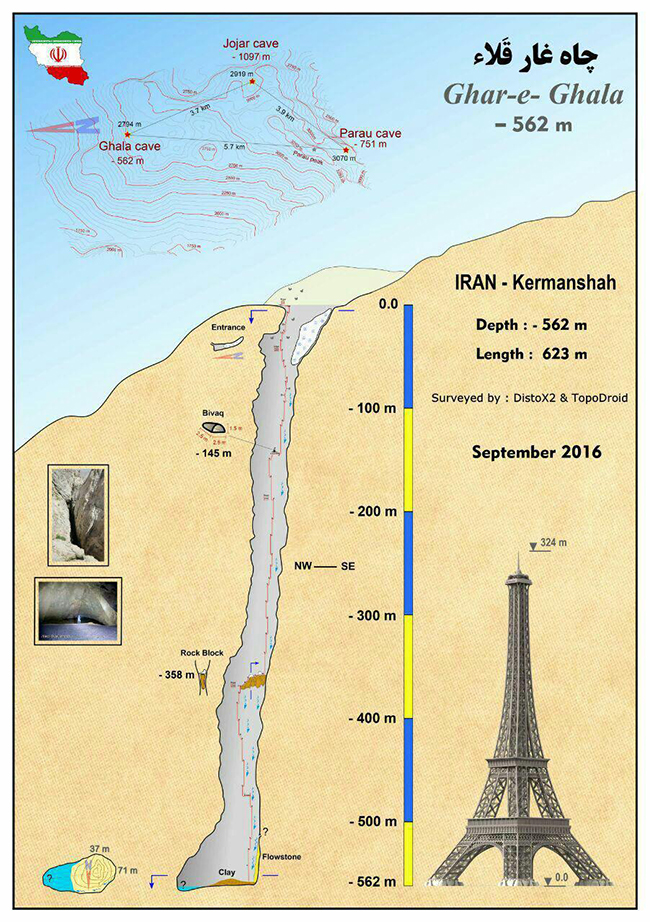
مقایسه ارتفاع چاه غار قلا و برج ایفل

قیژلان، دومین غار ژرف ایران .در سال ۱۳۹۷ با پیمایش جدید هیئت غارنوردی متشکل از تیم غار نوردی سورنا از ایران، تیم‌هایی از لهستان، ایتالیا، ارمنستان و فرانسه، سومین غار عمیق ایران شناسایی و به این ترتیب رتبه‌بندی این دسته از غارها تغییر کرد. غار قیژلان در فلات پراو تا عمق ۷۰۰ متری اکتشاف و بدین ترتیب عنوان سومین سوپر غار عمیق ایران پس از غارهای جوجار و پرآو را بدست آورد. در ادامه کاوش‌ها در این غار توسط تیمی به سرپرستی یوسف سورنی نیا در تابستان ۱۳۹۸ که متشکل از چند غارنورد ایتالیایی و ایرانی بودند به ژرفای ۷۶۵ متری دست یافتند و قیژه لان بعنوان دومین غار ژرف ایران معرفی گردید.

## پناهگاه‌های کوهستان پرآو
در کوهستان پرآو تاکنون دو جان‌پناه و یک پناهگاه ساخته شده‌است. پناهگاه بزرگ پرآو که در میدان پرآو و در سال ۱۳۵۹ تا ۱۳۶۰ شمسی توسط کمیته پناهگاه‌های هیئت کوهنوردی استان کرمانشاه با همکاری هوانیروز ساخته و توسعه داده شده‌است. این پناهگاه در حال حاضر با مساحتی حدود ۱۴۰ متر مربع و ظرفیت خواب حدود ۳۰ تا حداکثر ۴۰ نفر در ارتفاع حدود ۳۱۰۰ متری و درضلع شمال شرقی و در فاصله ۴۵۰ متری دهانه ورودی غار عمیق پرآو است. جان‌پناه غار یک شبِ، جان‌پناه دیگری در جبهه جنوبی قله پرآو است که در سال ۱۳۵۹ در مسیر صعود قله پرآو و در ارتفاع ۲۷۲۰ متری ساخته شده‌است. مساحت آن حدود نه متر مربع و ظرفیتش حدود هشت نفر برای خواب است. جان‌پناه فلزی گردنه شنل هم در سال ۱۳۶۲ توسط فدراسیون کوهنوردی در مسیر صعود به قله شاودالان و بر روی گردنه ۲۷۰۰ متری شنل به مساحت حدود ۸ متر و ظرفیت ۷ نفر ساخته شده‌است.

## چشمه‌های پرآو
۱-سراب بیستون: این سراب در سی کیلومتری شمال شرقی شهر کرمانشاه و در دامنه کوه بیستون قرار دارد. وجود طبیعت زیبا، درختان چنار سر به فلک کشیده و آثار تاریخی منحصر به فرد در پیرامون سراب آن را به یکی از پرجاذبه‌ترین و زیباترین سراب‌های ایران مبدل کرده‌است. سراب کارستي بيستون بخشی از آبخوان کارستی ارتفاعات آهکی بيستون واقع در شمال شرق کرمانشاه را تخليه می نمايد  چشمه سراب بيستون در ارتفاع  ۱۳۲۰ متراز سطح دريا قرار دارد. ميزان دبی ميانگين ساليانه ۷۹۷ ليتر در ثانيه ميباشد، که متوسط تخليه ساليانه ۲/۲۵ ميليون مترمکعب ميباشد.
۲-سراب برناج: سراب برناج در دامنه کوه بیستون در دامنه رشته کوه‌های پرآو و منطقه حفاظت شده بیستون قرار دارد. سراب «برناج» به عنوان یکی از هفت اثر طبیعی استان کرمانشاه به عنوان یک اثر طبیعی در لیست میراث ملی به ثبت رسیده‌است.

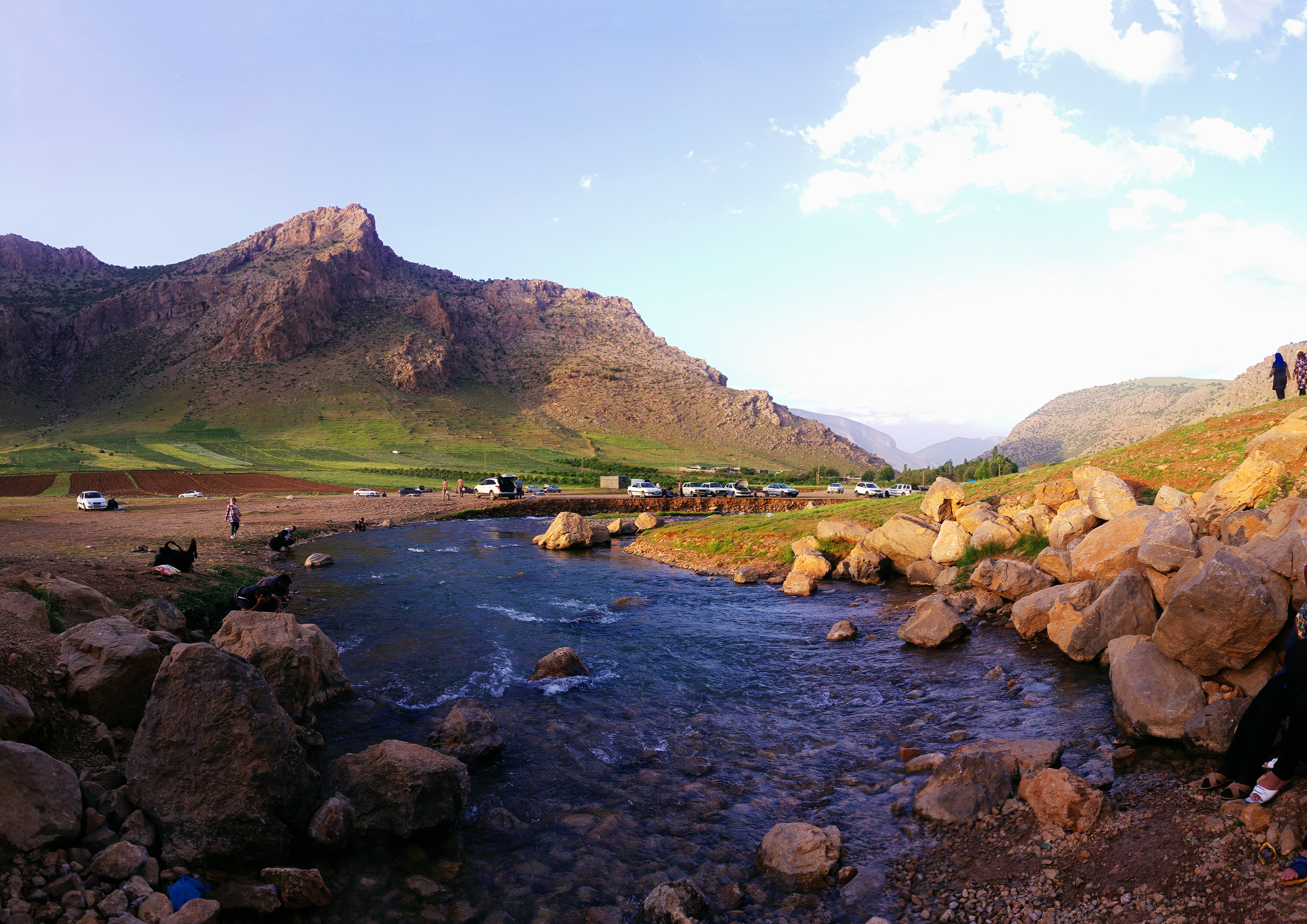
سراب برناج

۳-سراب نجوبران: از جنوب به کوه پرآو، ودره گل دره و از جنوب غربی به دره سیراوله محدود می‌شود سراب نجوبران به دلیل برخورداری از جاذبه‌های طبیعی متنوع و کم‌نظیر یکی از سراب‌های بسیار زیبای استان کرمانشاه است و هرساله پذیرای سیل بی‌شماری از گردشگران از سراسر کشور است. قلمرو این سراب طبیعی، زیستگاه گونه‌های نادر گیاهی و جانوری است.
1. سراب طاقبستان
2. سراب سرابله

۶-چشمه دوزه ری: در میان دره‌ای معروف به دوزه ری و در مسیر صعود به قله پراو واقع می‌گردد.

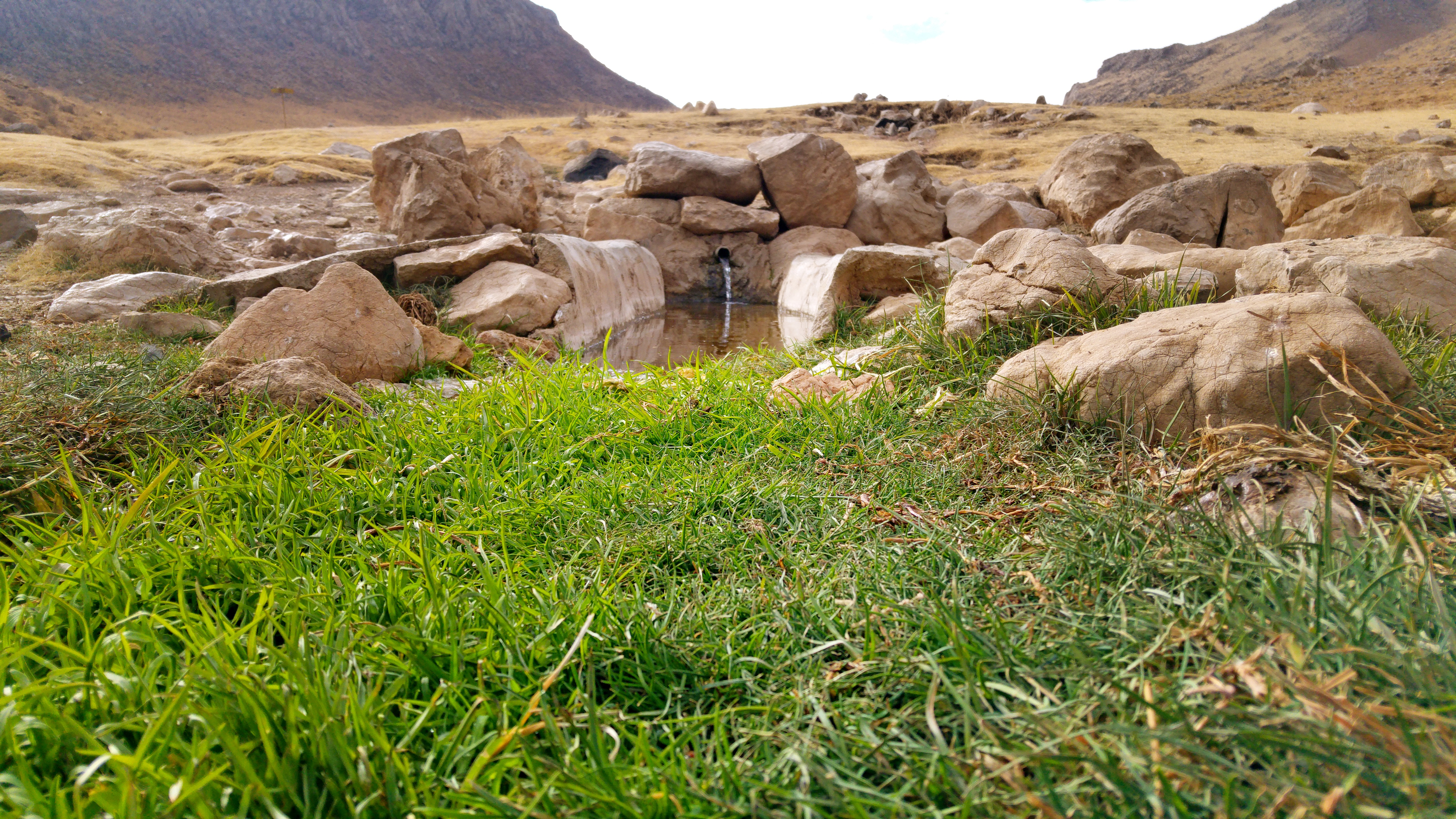
چشمه دوزه ری

1. چشمه گردل: در مسیر صعود به قله شودالان واقع گردیده‌است
2. چشمه پونه (کینی پونله): در مسیر صعود به قله شودالان واقع گردیده‌است
3. چشمه کانی کره: در مسیر تنگه بزازخانه و تنگ ریواسه و صعود به گردنه شنل و قله شاودالان قرار گرفته‌است

۱۰-چشمه سیروله
۱۱-کانی خور خور

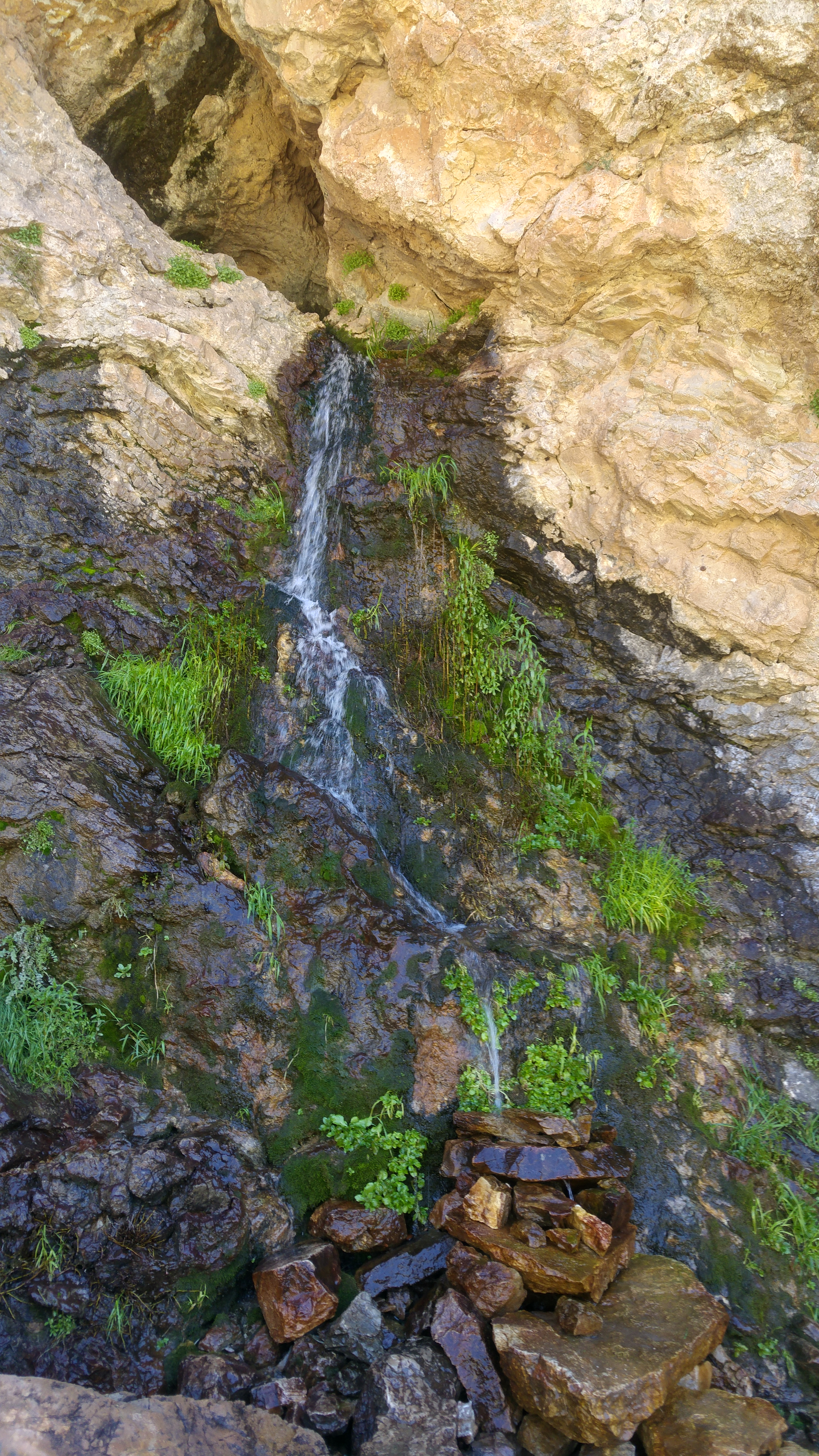
چشمه خور خور

۱۲-سراب کِنِشت: در تنگه‌ای به همین نام حد فاصل قلهٔ واسی و قله چرمی قرار دارد.
۱۳-سراب خضر زنده: در دهستان میان دربند واقع در ۲۴ کیلومتری شمال غرب شهر کرمانشاه قرار گرفته‌است.

## زیست‌بوم پرآو
منطقه حفاظت شده بیستون بخشی از کوهستان پرآو می‌باشد، در سال ۱۳۹۳ برنامه ایجاد اکو پارک «پرآو»، در منطقه حفاظت شده بیستون به عنوان جاذبه طبیعی بی‌نظیر در خاورمیانه مطرح گردید.
اکوسیستم این منطقه شامل پوشش گیاهی نظیر بلوط، آلبالو وحشی، زالزالک، گلابی وحشی، بنه و پستاندارانی چون کل و بز، گرگ، پلنگ، گورکن، گربه جنگلی، خرس قهوه‌ای، قوچ و میش، گرگ آسیایی، شغال، روباه و گراز، کفتار، خارپشت، خرگوش و… می‌باشد.